# جيانغ هوا (رجل أعمال)
جيانغ هوا (بالصينية: 姜华)‏ هو شخصية أعمال صيني، ولد في 1978 في زهوكو في الصين.

## وصلات خارجية
- جيانغ هوا على موقع IMDb (الإنجليزية)